# Concerto pour basson
Un concerto pour basson est une composition musicale de forme concerto écrite pour basson accompagnée par un ensemble musical, généralement un orchestre. Comme les sonates pour basson, les concerti pour basson étaient relativement rares jusqu'au XXe siècle, bien qu'un certain nombre furent composés durant la période classique. Quelques concerti contemporains pour basson sont écrits pour basson solo et orchestre d'harmonie ou orchestre à cordes.

## Baroque
| - Michel Corrette, Concerto en do majeur Le Phénix pour quatre bassons et continuo - Caspar Förster, Concerto - Johann Gottlieb Graun, Concerto en do majeur - Christoph Graupner, Quatre concerti pour basson en do majeur, GWV 301, do mineur, GWV 307, sol majeur, GWV 328 et si bémol majeur, GWV 340 - Franz Horneck, Concerto en mi bémol majeur | - František Jiránek, Concerti pour basson en sol mineur et fa majeur - Antonín Jiránek, Quatre concerti pour basson - Johann Melchior Molter, Concerto en si bémol majeur, MWV 6.35 - Antonín Reichenauer, Trois concerti pour basson en do majeur, fa majeur et sol mineur - Antonio Vivaldi, 39 concerti pour basson, RV 466-504 (RV 468 et 482 sont incomplets) |

## Classique
| - Johann Christian Bach, Deux concerti pour basson en mi bémol majeur (W C82) et si bémol majeur (W C83) - Capel Bond, Bassoon Concerto no 6 en si bémol majeur (1766) - Bernhard Henrik Crusell, Concertino pour basson en si bémol majeur - Franz Danzi, Trois concerti pour basson en fa majeur, do majeur et sol mineur - François Devienne, Cinq concerti pour basson - Luigi Gatti (it), Concerto pour basson en fa majeur, L7:e4 - Johann Nepomuk Hummel, Concerto pour basson en fa majeur, S. 63/WoO 23 - Leopold Kozeluch, deux concerti pour basson en si bémol majeur, P V:B1 and C Major, P V:C1 - Gustav Heinrich Kummer, Concerto en fa majeur | - Wolfgang Amadeus Mozart, Concerto pour basson (1774) - Jan Křtitel Jiří Neruda, Concerto en do majeur - Johann Christian Heinrich Rinck, Concerto - Antonio Rosetti, Concerti pour basson (C69, C73-C75) - Carl Stamitz, Concerto pour basson en fa majeur - Johann Baptist Vanhal, Concerto pour basson en do majeur, Concerto pour deux bassons et Orchestre - Anselm Viola, Concerto en fa majeur (1791) - Johann Christoph Vogel, Concerto en do majeur |

## Romantique
| - Ferdinand David, Concertino, Op. 12 (1838) - Johann Nepomuk Fuchs, Concerto en si bémol majeur - Ludwig Milde, Concerto en la mineur | - Gioachino Rossini, Concerto pour basson (attribué à Rossini, authenticité douteuse) - Carl Maria von Weber, Concerto pour basson en fa majeur, Op. 75 (1811) - Ermanno Wolf-Ferrari, Suite-concertino en fa majeur, Op. 16 (1932) |

## XXesiècleetXXIesiècle
| - Dieter Acker, Concerto (1979, rev. 1980) - Murray Adaskin, Concerto (1960) - Raffaele d'Alessandro, Concerto, Op. 75 (1956) - David Amram, Concerto (1970) - Allyson Applebaum, Concerto (1995) - Tony Aubin, Concerto della Brughiera (1965) - Tzvi Avni, Concerto (2002) - Conrad Baden, Concerto, Op. 126 (1980) - Henk Badings, Concerto pour basson, contrebasson et orchestre à vent (1964) - Larry Bell, Concerto, Op. 45 The Sentimental Muse (1997) - Alain Bernaud, Concertino (1962) - Umberto Bertoni, Concerto - Bernard van Beurden (de), Concerto pour basson et Wind Ensemble - Judith Bingham, Concerto (1998) - Marcel Bitsch, Concertino pour basson et orchestre (1948) - Daniel Börtz, Concerto pour basson et Band (1978-79) - Eugène Bozza, Concertino pour basson et orchestre de chambre, Op. 49 (1946) - Colin Brumby, Concerto - Victor Bruns (de), Quatre concerti pour basson, Op. 5 (1933), Op. 15 (1946), Op. 41 (1966) et Op. 83 (1986), et concerto pour contrebasson, Op. 98 (1992) - Glenn Buhr (de), Concerto (1996) - Henri Büsser, Concertino, Op. 80 - Frits Celis (nl), Concertino, Op. 38 pour basson, violon, alto et violoncelle (1992) - André Chini (sv), Goëlette de jade Concerto pour basson et cordes (1999-2000) - Wilson Coker, Concertino pour basson et trio à cordes (1959) - Dinos Constantinides, Concerto, LRC 154a - Andrzej Dobrowolski, Concerto (1953) - Franco Donatoni, Concerto (1952) - Pierre-Max Dubois, Concerto Ironico (1968) - Jack Curtis Dubowsky, Concerto (2005) - Sophie Carmen Eckhardt-Gramatté, Triple-Concerto pour trompette, clarinette, basson, cordes et timbales, E. 123 (1949); Concerto pour basson et orchestre, E. 124/125 (1950) - Helmut Eder, Concerto, Op. 49 - Anders Eliasson, Concerto (1982) - John Fairlie, Concerto - Jindřich Feld, Concerto (1953) - John Fernström, Concerto, Op. 80 (1945) - Eric Fogg, Concerto (1931) - Bjørn Fongaard, Concerto pour basson et orchestre, Op. 120, no 12; Concerto pour basson et bande magnétique, Op. 131, no 10 - Jean Françaix, Divertissement pour basson et orchestre à cordes (1942), Concerto pour basson et 11 instruments à cordes (1979) - Stephen Frost, Concerto (1999, rev. 2004) - Anis Fuleihan, Concertino (1965) - Launy Grøndahl, Concerto (1942) - Sofia Gubaidulina, Concerto (1975) - Aharon Harlap, Concerto (2004) - Bernard Heiden, Concerto (1990) - Jacques Hétu, Concerto (1979) - Frigyes Hidas, Concerto pour basson et ensemble à vent (1999) - Paul Hindemith, Concerto pour basson et trompette (1949) - Peter Hope, Concertino - Caleb Hugo, Concerto - Bertold Hummel, Concerto, Op. 27b - Gordon Jacob, Concerto (1947) - André Jolivet, Concerto (1951) - John Joubert, Concerto, Op. 77 (1973) | - Ernest Kanitz, Concerto (1962) - Jouni Kaipainen, Concerto (2005) - Yuri Kasparov, Concerto (1996) - Manfred Kelkel, Concerto, Op. 13 (1965) - Carson Kievman, Concerto pour basson (et système d'alarme incendie) pour basson et ensemble de percussion (1973) - Lev Knipper, Concerto pour basson et cordes (1969) - Rudolf Komorous, Concerto - Ezra Laderman, Concerto (1954) - Lars-Erik Larsson, Concertino, Op. 45, No. 4 (1955) - Ray Luke, Concerto (1965) - Mathieu Lussier, Double concerto pour trompette (ou flûte) et Basson - Ernst Mahle, Concertino (1980) - Jeff Manookian, Concerto (2008) - Per Mårtensson, Concerto (2002) - Peter Maxwell Davies, Strathclyde Concertos (en) Strathclyde Concerto no 8 (1993) - Chiel Meijering, "Neo-Geo" Concerto - Francisco Mignone, Concertino (1957) - Oskar Morawetz, Concerto (1995) - Marjan Mozetich, Concerto pour basson et cordes avec Marimba (2003) - Ray Næssén, Concerto pour basson et orchestre à vent - Andrzej Panufnik, Concerto (1984) (in memoriam Jerzy Popieluszko) - Boris Papandopulo, Concerto - Jiří Pauer, Concerto (1949) - Jean-Louis Petit, Les Paradis Se Rencontrent, Ils Ne Se Fabriquent Pas Concertino pour basson et orchestre de mandolines avec contrebasse (2002), Concertino pour basson et orchestre - Craig Phillips, Concerto (2002) - Johnterryl Plumeri, Concerto - Arthur Polson, Concerto - Amando Blanquer Ponsoda, Concerto (1977) - Augusto Rattembach, Concierto con algo de Tango - Alan Ridout, Concertino - Jean Rivier, Concerto (1964) - Nino Rota, Concerto (1974-77) - Marcel Rubin, Concerto (1976) - Harald Sæverud, Concerto, Op. 44 (1964) - Stellan Sagvik, Svensk (ängermanlänsk) Concertino, Op. 114e (1982) - Friedrich Schenker, Concerto (1970) - Gunther Schuller, Concerto Eine Kleine Fagottmusik (1985) - Maurice Shoemaker, Concerto (1947) - Thomas Sleeper, Concerto (1993) - Gunnar Sønstevold, Concertino (1973) - Michał Spisak, Concerto (1944) - Allan Stephenson, Concerto (1990) Concertino pour deux bassons et orchestre (1999) - Franklin Stover, Double concerto pour basson, contrebasson et orchestre (2010) - Stjepan Sulek, Concerto (1958) - Christopher Theofanidis, Concerto (1997-2002) - Henri Tomasi, Concerto (1961) - Marc Vaubourgoin, Concerto (1963) - Stanley Weiner, Concerto, Op. 21 (1969) - John Williams, The Five Sacred Trees (1995) - Guy Woolfenden, Concerto (1999) - Gerhard Wuensch, Concerto (1976) - León Zuckert, Concerto (1976) - Ellen Taaffe Zwilich, Concerto (1992) |

On compte également parmi les compositions importantes le  Konzertstück de Franz Berwald, la Romance d'Elgar, le Ciranda Das Sete Notas de Villa-Lobos et l'Andante e rondo ongarese de Carl Maria von Weber (considéré parfois comme un concerto).